# Nesseby
Nesseby, in lingua sami Unjárgga, è un comune norvegese della contea di Finnmark.